# قطعنامه ۱۹۲۶ شورای امنیت
قطعنامه  ۱۹۲۶ شورای امنیت سازمان ملل متحد که در تاریخ ۰۲ ژوئن ۲۰۱۰ تصویب شد، سندی بین‌المللی دربارهٔ دیوان بین‌المللی دادگستری است. این قطعنامه طی نشست ۶۳۲۷اُم با ۱۵ رای موافق، ۰ مخالف و ۰ ممتنع تصویب شد.